# Beas de Guadix
Beas de Guadix è un comune spagnolo di 378 abitanti situato nella comunità autonoma dell'Andalusia.